# بريندا جونز
بريندا جونز (بالإنجليزية: Brenda Jones)‏ هي منافسة ألعاب القوى أسترالية، ولدت في 17 نوفمبر 1936 في ليونغاثا ‏ في أستراليا.

## وصلات خارجية
- بريندا جونز على موقع النتائج التاريخية لألعاب القوى الأسترالية (الإنجليزية)
- بريندا جونز على موقع اللجنة الأولمبية الدولية (الإنجليزية)
- بريندا جونز على موقع أوليمبيديا (الإنجليزية)
- بريندا جونز على موقع اللجنة الأولمبية الأسترالية (الإنجليزية)